# Bäddat för sex
Bäddat för sex (engelska A Bedfull of Foreigners) är en engelsk fars av Dave Freeman. Den hade urpremiär i West End i London 1973 med June Whitfield och Terry Scott i huvudrollerna och spelades i arton månader. Pjäsen handlar om två engelska par på semester i Frankrike som råkar bli inbokade i samma hotellrum.

## Svenska uppsättningar
Den svenska premiären ägde rum med Gösta Bernhards översättning på Chinateatern 20 januari 1984 i regi av Herman Ahlsell. Rollerna spelades av Eva Bysing, Christina Schollin, Meg Westergren, Kjell Bergqvist, Johannes Brost, Torsten Lilliecrona och Carl Billquist. 
1998 sattes pjäsen upp på Halmstads Teater i regi av Anders Albien. Uppsättningen flyttades till Nöjesteatern i Malmö våren 1999. Uppsättningen spelades in för TV4 som sände den 14 augusti samma år. I den här uppsättningen flyttades handlingen från Frankrike till Danmark.

## Handling (1998)
Lennart och Sassa är på semester och tar denna kväll in på det fullbelagda hotellet "Den Gamle Kro" i karnevaltidens Danmark (Jylland), efter en mardrömsdag ute i trafiken med bland annat vilsekörning och ha kört fast ner i en ankdamm. Kvällen blir inte bättre av att Sassa upptäcker att hon tappat, eller glömt, sin morsärvda diamantring och efter ett gräl beger sig ensam tillbaka till en bensinmack 30 mil därifrån och leta på toaletten hon varit samma dag. Lennart blir således här på sin första utlandsresa "isolerad" kvar på hotellet, detta rum med två dubbelsängar, då han egentligen hade velat fara till Ullared medan Sassa hade drömt om en Medelhavssemester.
När Lennart söker upp hotelldirektören med anledning av det kalla hotellrummet och ett vattenläckande element, men särskilt för att Sassa medgett att direktören stötte på henne medan Lennart duschade, checkar en kvinna (Hanne) in i samma rum av den försupne portieren och tappar upp ett bad. Efter badet och när Lennart kommer tillbaks tror han först att Hanne är en sexdriven hotellstäderska, och Hanne att Lennart är en galen rörmokare, men situationen reds ut. Hanne har kommit dit för att överraska sin lättirriterande make Gustav som förbokat samma rum av portieren, men när Gustav väl anländer drabbas Hanne och Lennart av panik som leder till att Hanne låser in sig i badrummet och låtsas vara någon annan medan Lennart försöker få iväg Gustav som envist vägrar vika sig. När Lennart ändå lyckas lura iväg Gustav några minuter försöker han hjälpa Hanne att fly ut genom fönstret (andra våningen) virande i ett rep fast i elementet, som leder till att hennes badrock (det enda hon kan klä sig med eftersom garderoben tillfälligt gått i baklås) fastnar på en krok på väggen utanför samtidigt som elementet lossnar och blir hängande vid rummets tak.
Senare när Lennart och Gustav blivit någorlunda sams om att dela rummet med hjälp av hotelldirektören utklädd till slottskommendant i karnevalen kommer Gustavs väntade "vänsterprassel" Simona. Strax därefter dyker Hanne upp i munkkläder som låtsas vara nedkyld och påstår ha ramlat i ankdammen, medan Simona befinner sig i badrummet. Gustav följer med Hanne som får låna hotelldirektörens badrum och under tiden råkas Lennart med Simona och de kokar ihop hemliga affärer för att provocera Gustav, som fortgår även senare på kvällen medan Gustav och Hanne går ut på byn. Eftersom befolkningen tätat till sig i detta rum måste en av dem sova på en campingsäng i badrummet, men får dock ganska svårt att enas om vem. Framåt natten, när Lennart och Simona är ensamma på rummet klädda för natten och sitter tillsammans på ena sängen, kommer Sassa tillbaks – utan ring.
Allt detta samtidigt som en belgisk gammal kvinnlig cykelexpert (Madame Hofmayr) befinner sig i grannrummet, och en manlig efterlyst sexgalning springer lös i trakterna.

## Rollista
| Roll                                | Chinateatern, 1984  | Halmstads Teater, 1998 |
| ----------------------------------- | ------------------- | ---------------------- |
| Stanley Parker (Lennart Lindh)      | Johannes Brost      | Thomas Petersson       |
| Brenda Parker (Sassa Lindh)         | Christina Schollin  | Tina Leijonberg        |
| Claude Philby (Gustav Berg)         | Carl Billquist      | Fredrik Dolk           |
| Helga Philby (Hanne Berg)           | Meg Westergren      | Anette Bjärlestam      |
| Simone (Simona)                     | Eva Bysing          | Therese Akraka         |
| Heinz, hotelldirektör (Heinz Töpfl) | Kjell Bergqvist     | Mikael Neumann         |
| Karak, portier (Knud Agard)         | Torsten Lilliecrona | Åke Cato               |